# Iris Peynado
Iris Peynado, née Iris Margarita Peynado Luperón le 10 juin 1958 à Saint-Domingue (République dominicaine),, est une actrice dominicaine naturalisée italienne.

## Biographie
Fille d'un avocat, elle a fréquenté le Colegio Santa Teresita de Saint-Domingue, après avoir étudié le théâtre et la comédie avec Rómulo Rivas au Teatro Estudiantil, et la danse avec Clara Elena Ramírez. À l'âge de 18 ans, Peynado part en Angleterre pour étudier l'anglais et le théâtre. Pendant son séjour à Londres, elle rencontre le jeune Italien Salvatore Petrone, qu'elle épousera plus tard. Le couple a eu une petite fille nommée Laila et s'est installé en Italie, mais a divorcé peu de temps après. Elle se remarie ensuite avec Primo Mariotti, avec qui elle a une deuxième fille, Minerva. Peynado est ensuite découverte par l'animateur et scénariste Federico Fazzuoli : depuis lors, elle a joué dans de nombreux films, émissions télévisées et productions théâtrales.
Parmi ses films les plus connus, citons Attila flagello di Dio (1982), où elle incarne la sorcière Columbia ; State buoni se potete de Luigi Magni (1983), où elle incarne le diable sous la forme de la belle brune Cadigia et pour la bande originale, composée par Angelo Branduardi, elle interprète la chanson Canzone di Cadigia ; Non ci resta che piangere (1984), où elle incarne le personnage d'Astriaha. Elle présente le Festival de Sanremo 1984 en tant qu'assistante, aux côtés de Pippo Baudo. Elle joue ensuite le rôle-titre dans Baciami strega, une mini-série télévisée réalisée par Duccio Tessari ; Cinema che follia, émission de variétés d'Antonello Falqui ; La collina del diavolo (1988) de Vittorio Sindoni avec Tony Musante.

## Filmographie

### Actrice de cinéma
- 1982 : Attila flagello di Dio de Castellano et Pipolo
- 1982 : Les Nouveaux Barbares (I nuovi barbari) d'Enzo G. Castellari
- 1983 : State buoni se potete de Luigi Magni
- 1983 : Il momento dell'avventura de Faliero Rosati (it)
- 1984 : Le Monstre de l'océan rouge (Shark - Rosso nell'oceano) de Lamberto Bava
- 1984 : Non ci resta che piangere de Massimo Troisi et Roberto Benigni
- 1986 : Moviestar de Markus Imboden
- 1987 : Ator, le Guerrier de fer (Iron Warrior) d'Alfonso Brescia
- 1988 : Grandi cacciatori d'Augusto Caminito
- 1988 : La collina del diavolo de Vittorio Sindoni
- 1992 : Hornsby e Rodriguez: Sfida criminale d'Umberto Lenzi
- 2003 : Ancien Guerrier (Ancient Warriors) de Walter von Huene
- 2014 : Senza nessuna pietà de Michele Alhaique (it)
- 2017 : Todas las mujeres son iguales de David Maler
- 2019 : Citoyens du monde (Lontano lontano) de Gianni Di Gregorio

### Actrice de télévision
- La Chambre des dames, de Yannick Andréi (1983)
- Festival di Sanremo  (1984)
- Christophe Colomb (Cristoforo Colombo), d'Alberto Lattuada (1985)
- Baciami strega (téléfilm) de Duccio Tessari (1985)
- Cinema che follia! (émission télévisée) d'Antonello Falqui (1988)
- Bugie allo specchio (téléfilm) de Tim Hunter (1991)
- Florida Keys - Terra di fuoco (téléfilm) de Richard Compton (1992)
- Max e il guerriero d'oro (téléfilm) de Mark Griffiths (1995)
- Cronaca nera (minisérie télévisée, quelques épisodes) de Gianluigi Calderone et Ugo Fabrizio Giordani (1998)
- Elisa di Rivombrosa (série télévisée, episodi 1-4) de Cinzia TH Torrini (2003)
- Un posto al sole (série télévisée, épisode 1996) de Stefano Amatucci (2005)
- Un sacré détective (Don Matteo) (série télévisée, épisode Il ballo delle debuttanti) d'Elisabetta Marchetti (2006) (sous le nom d'« Iris Margarita Peynado »)
- Fashion Avenue with Jodie Kidd (série télévisée, épisode Rome) (2006)
- Il capitano (série télévisée, 2 épisodes) de Vittorio Sindoni (2007)